# Kaj Halldén
Kaj Halldén, ursprungligen Kay Halldén, född 26 februari 1916 i Stockholm, död 15 oktober 2001 i Stockholm, var en svensk journalist och dokumentärfilmare. Halldén var även utrikeschef på TT under åren 1977–1981. 
Under andra världskriget arbetade Halldén något år på Tidningarnas Telegrambyrå. Efter det arbetade han bland annat på den amerikanska ambassaden och som reporter på Associated Press, både i Stockholm och i London. Åren 1951 till 1953 var han informationschef på Rädda Barnen, varpå han ägnade sig åt annat än journalistik. År 1960 återvände han till TT och utsågs 1969 till biträdande utrikeschef. 1977 tog han över posten som utrikeschef, en tjänst han behöll fram till sin pensionering 1981.

## Regi
- 1953 – För barnens skull